# كمال السعليتي
كمال_السعليتي - Kamal Saaliti من مواليد 2 غشت 1979 بمدينة ميضار بالمغرب. و هو لاعب هجوم في نادي أوسلو سيتي لكرة القدم النرويجية.

## وصلات خارجية
- كمال السعليتي على موقع قاعدة بيانات كرة القدم.إي يو (الإنجليزية)
- كمال السعليتي على موقع Soccerway.com (الإنجليزية)